# Athetis lugubris
Athetis lugubris là một loài bướm đêm trong họ Noctuidae.